# Cap Norte (Schiff, 1922)
Das Kombischiff Cap Norte lief am 8. Mai 1922 für die Reederei Hamburg Süd auf der Vulkanwerft in Hamburg vom Stapel. Später fuhr es zeitweise unter dem Namen Sierra Salvada und zuletzt von 1940 bis 1955 unter britischer Flagge als Empire Trooper.

## Schicksal

### Zwischenkriegsjahre
Das Schiff wurde, wie auch sein Schwesterschiff Antonio Delfino, im Zuge des ersten Neubauprogramms mit staatlicher Förderung (1921–1923) gebaut und im La-Plata-Dienst der Reederei eingesetzt, der in den Jahren nach dem Ersten Weltkrieg von großer Bedeutung bei der Beförderung deutscher Auswanderer nach Südamerika war. Die Cap Norte hatte Platz für knapp 200 Passagiere in der Ersten und mehr als 300 Passagiere in der Dritten Klasse sowie nahezu 1400 Auswanderer im Zwischendeck.
Ihre Jungfernreise machte die Cap Norte am 14. September 1922 von Hamburg zum Río de la Plata. Bis 1939 lief sie insgesamt 58 mal nach Buenos Aires und wieder zurück nach Hamburg. Die typische Route war Hamburg, Boulogne, La Coruña, Lissabon, Teneriffa, Pernambuco, Bahia, Rio de Janeiro, Santos, Montevideo, Buenos Aires; die typische Rückreiseroute war Buenos Aires, Montevideo, Santos, Rio de Janeiro, Teneriffa, Lissabon, Vigo, Boulogne, Hamburg. Von 1932 bis 1934 fuhr das Schiff auf praktisch erzwungener Charterbasis für den NDL und trug dabei den Namen Sierra Salvada. Wegen der zunehmenden Repressalien in Deutschland nutzten auch zahlreiche Juden das Schiff zur Auswanderung.

### Zweiter Weltkrieg und Nachkriegszeit
Beim Beginn des Zweiten Weltkriegs am 1. September 1939 befand sich die Cap Norte in Südamerika. Am 16. September 1939 verließ sie Recife mit Endziel Hamburg. Nachdem sie ihre Passagiere in Lissabon an Land gesetzt hatte, versuchte sie, getarnt als schwedisches Schiff Ancona, die britische Seeblockade nach Deutschland zu durchbrechen. Dabei wurde sie am 9. Oktober 1939 zwischen Island und den Färöern vom Leichten Kreuzer Belfast aufgebracht und nach Scapa Flow eskortiert. Im Juni 1940 wurde das Schiff dem Ministry of War Transport (MoWT) zugewiesen, zum Truppentransporter umfunktioniert, der British India Line zur Bereederung zugeteilt und unter dem neuen Namen Empire Trooper in Dienst gestellt.
Am Morgen des 25. Dezember 1940 wurde die Empire Trooper, Teil des aus zehn Truppentransportern und zwölf Transportschiffen bestehenden Geleitzugs WS-5A, der 13.800 Mann und Material für britische und neuseeländische Panzer-Einheiten nach Suez bringen sollte, nördlich der Azoren von dem deutschen Schweren Kreuzer Admiral Hipper beschossen und beschädigt. Die Admiral Hipper brach ihren Angriff auf den von der Royal Navy stark gesicherten Geleitzug recht schnell ab, und die Empire Trooper rettete sich nach Ponta Delgada auf den Azoren, wo sie notdürftig repariert wurde. Nach vollständiger Instandsetzung diente sie weiterhin als Truppentransporter.
Nach einer 1949/50 in Falmouth durchgeführten Modernisierung, bei der sie Platz für 336 Kabinenpassagiere und 924 Truppen erhielt, transportierte sie noch bis 1955 Truppen und deren Familienangehörige innerhalb des britischen Commonwealth. Am 9. April 1955 machte sie, aus Hongkong kommend, nach ihrer letzten Truppenfahrt in Southampton fest, wo sie dann aufgelegt und zum Verkauf ausgeschrieben wurde.
Noch im gleichen Monat wurde sie an die British Iron and Steel Corporation (BISCO) zum Abwracken verkauft und im Mai verlegte sie in die Abwrackwerft von Thomas W. Ward Shipbreakers Ltd. in Inverkeithing am Nordufer des Firth of Forth in Schottland. Dort geriet das Schiff in Brand und ging auf Grund, wurde aber am 19. Juni 1955 gehoben und dann endgültig verschrottet.